# Тернье
Тернье (фр. Tergnier) — коммуна на севере Франции, регион О-де-Франс, департамент Эна, округ Лан, центр одноименного кантона. Расположена в 24 км к югу от Сен-Кантена и в 28 км к северо-западу от Лана, в 17 км от автомагистрали А26 "Англия", в месте слияния каналов Сен-Кантен и Самбра — Уаза. В центре коммуны находится железнодорожная станция Тернье линий Крей-Жёмон и Амьен-Лан.
В 1974 году в состав Тернье вошли ассоциированные коммуны Фарнье и Вуэль, в с 1992 года — коммуна Кесси.
Население (2018) — 13 547 человек.

## История
В районе Фарнье первые поселения существовали с римских времен. На протяжении веков деревня Фарнье неоднократно подвергалась разрушениям и разграблениям: во время Столетней войны — англичанами в 1339 году, во время Тридцатилетней войны несколько раз обеими сторонами. В 1653 войска маршала Тюренна разбили лагерь на берегу Уазы и обстреливали ядрами Тернье, Фарнье и другие окрестные села, вследствие чего жители оставили их и вернулись только через год.
В середине XIX века население деревни стало стремительно расти благодаря строительству железной дороги и судоходного канала Сен-Кантен. В Фарнье открылись литейные мастерские, предприятия по производству строительных материалов и переработке сельскохозяйственной продукции. Многие из них, как и другие городские строения, были разрушены во время боев Первой мировой войны.
Во время Второй мировой войны Тернье был центром движения Сопротивления. Местные партизаны проводили многочисленные диверсии на автомобильных и железной дорогах, вели антифашистскую пропаганду среди населения. В ответ на это нацисты проводили массовые репрессии среди населения города, многие его жители были расстреляны или отправлены в концентрационные лагеря.

## Достопримечательности
- Центр бывшей коммуны Фарнье, отстроенный в 20-х годах XX века по схеме концентрических кругов на средства Фонда Карнеги
- Город-сад Тернье в форме локомотива, построенный на средства Северной железной дороги
- Церковь Нотр-Дам

## Экономика
Структура занятости населения:
- сельское хозяйство — 0,5 %
- промышленность — 19,8 %
- строительство — 3,6 %
- торговля, транспорт и сфера услуг — 45,9 %
- государственные и муниципальные службы — 30,2 %

Уровень безработицы (2017) — 25,2 % (Франция в целом — 13,4 %, департамент Эна — 17,8 %). 

Среднегодовой доход на 1 человека, евро (2018) — 17 640 (Франция в целом — 21 730, департамент Эна — 19 690).

## Демография
Динамика численности населения, чел.

## Администрация
Пост мэра Тернье с 2020 года занимает коммунист Мишель Карро (Michel Carreau). На муниципальных выборах 2020 года возглавляемый им левый список одержал победу во 2-м туре, получив 52,82 % голосов.
| Период | Период | Фамилия        | Партия                                     | Примечания                                                                               |
| ------ | ------ | -------------- | ------------------------------------------ | ---------------------------------------------------------------------------------------- |
| 1965   | 1980   | Норбер Серф    | Французская секция Рабочего интернационала | врач                                                                                     |
| 1980   | 1983   | Ги Ронсен      | Разные правые                              |                                                                                          |
| 1983   | 2009   | Жак Десалангр  | Социалистическая партия Левая партия       | журналист, член Генерального совета департамента, депутат Национального собрания Франции |
| 2009   | 2020   | Кристиан Кроан | Левая партия Разные левые                  |                                                                                          |
| 2020   |        | Мишель Карро   | Коммунистическая партия                    | член Генерального совета и Совета департамента                                           |